# André Joseph Abrial
André Joseph Abrial (Annonay, Ardèche, 19 de março de 1750 — Paris, 13 de novembro de 1828) foi um político francês.
Foi ministro da justiça, de 1799 a 1802.